# Rijekas stadsmuseum
Rijekas stadsmuseum (kroatiska: Muzej grada Rijeke) är ett stadsmuseum i Rijeka i Kroatien. Det etablerades år 1994 och är beläget i en byggnad bredvid Guvernörspalatset som rymmer Kroatiska kustlandets sjöhistoriska museum. Rijekas stadsmuseum samlar systematiskt in, analyserar och presenterar museiföremål tematiskt kopplade till stadens industriella, kulturella och sociopolitiska historia.

## Historik
Rijekas stadsmuseum etablerades den 11 april 1994 sedan stadsfullmäktige fattat beslut om att byta namn på det tidigare Folkrevolutionens museum (Muzeja narodne revolucije). Stadsmuseets föregångare, Folkrevolutionens museum, hade i sin tur etablerats den 30 maj 1961 sedan den dåvarande stadskommunen Sušaks "stadsfolkskommitté" beslutat om museets etablering. Detta museum var inledningsvis inhyst i den österrikiska fältmarskalken Laval Nugent von Westmeath privata villa på adressen Ulica Petra Zrinskog 12 på Sušak. För att uppfylla museets behov uppfördes år 1976 en ny museibyggnad i parken strax nordväst om Guvernörspalatset. Denna byggnad hade ritats av arkitekten Neven Šegvić och uppfyllde då alla standarder för ett modernt museum. Sedan museet år 1994 döpts om till Rijekas stadsmuseum övergick det tidigare museets innehav till det nyetablerade stadsmuseet.

## Samlingar
Museets innehav inkluderar material och museiföremål som presenteras genom flera utställningar. Musiksamlingen inkluderar utmärkt bevarade musikinstrument och apparater för ljudåtergivning medan bildkonstsamlingen innehåller verk av konstnärer som var verksamma i Rijeka. Rijekas stadsmuseum har även filateli- och fotografisamlingar samt samlingar av teater- och filmmaterial, vapen, tryck, konsthantverk och en numismatisk samling som består av värdefulla objekt, däribland medaljer och utmärkelser.